# Beram Itam Kiri
Beram Itam Kiri is een bestuurslaag in het regentschap Tanjung Jabung Barat van de provincie Jambi, Indonesië. Beram Itam Kiri telt 6119 inwoners (volkstelling 2010).